# Pseudopraon
Pseudopraon är ett släkte av steklar. Pseudopraon ingår i familjen bracksteklar.
Kladogram enligt Catalogue of Life:
| Pseudopraon | \| \| Pseudopraon antiquum \| \| \| \| \| \| Pseudopraon mindariphagum \| \| \| \| |
|             | \| \| Pseudopraon antiquum \| \| \| \| \| \| Pseudopraon mindariphagum \| \| \| \| |
|             | Pseudopraon antiquum                                                               |
|             |                                                                                    |
|             | Pseudopraon mindariphagum                                                          |
|             |                                                                                    |